# Основной (Саратовская область)
Основной — посёлок в Новоузенском районе Саратовской области России, административный центр сельского поселения Горькореченское муниципальное образование. Год основания 1928.

## Население
Динамика численности населения по годам:
| Годы      | 2002 |
| --------- | ---- |
| Население | 1230 |

| 2002 | 2010  |
| ---- | ----- |
| 1230 | ↘1095 |

Национальный состав
Согласно результатам переписи 2002 года большинство населения составляли русские (49 %) и казахи (41 %).

## Известные уроженцы и жители
- Глухов, Фёдор Дмитриевич — Герой Советского Союза

На главной усадьбе (п. Основной) совхоза «Горькореченский» (позже совхоз имени Ф. Д. Глухова) в 1966 году Ф. Д. Глухову сооружен памятник. В честь 50-летия Победы в 2005 году МОУ СОШ п. Основной была переименована в МОУ СОШ имени Героя Советского Союза Ф. Д. Глухова п. Основной Новоузенского района Саратовской области.